# 対象年齢10歳以上のエアソフトガン
対象年齢10歳以上のエアソフトガン（たいしょうねんれい10さいいじょうのエアソフトガン）は、東京都や神奈川県等の青少年保護育成条例に合わせた威力を持ち、10歳以上18歳未満の児童にも使用できるようにしたエアソフトガンである。
タイプとしては、大きく分けて18歳以上用のモデルの威力を落としたものと、10歳以上用モデルとして一から設計したものの2種類があり、前者は「子供も使えるエアソフトガン」後者は「大人も使える"子供用"エアソフトガン」といった位置づけといえる。各社エアコッキングガンの10歳以上用モデルやKSC「U-18シリーズ」、東京マルイ「Rシリーズ」が前者、東京マルイ「ミニ電動ガン」「電動ブローバック」「電動ブローバックフルオート」「電動ガンBOYs」などが後者に当たる。

## 18歳以上用モデルとの違い

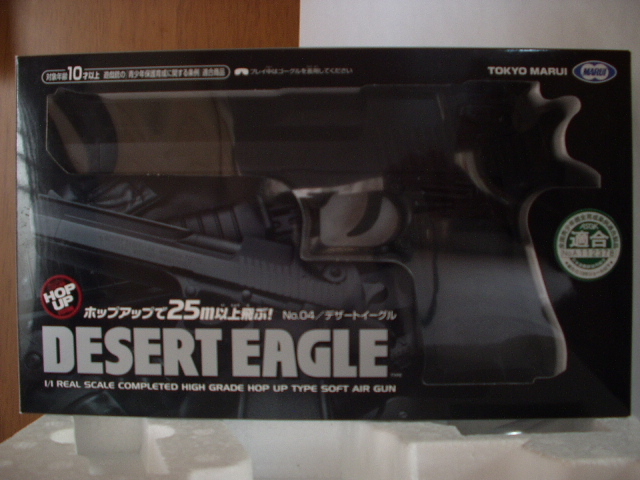
対象年齢10歳以上用のエアソフトガン（東京マルイ）

1. 条例に合わせた威力
これは対象年齢10歳以上とするための最低限の条件である。エアソフトガンの威力は、弾丸に与えられる運動エネルギーによって求められる。条例で定められた威力のガイドラインは、厳しいもので0.05kgf·m/cm² (0.135J) 以下である。そのため、このガイドラインに合わせた威力に設定されている。また、この威力に合った弾丸として、0.12g～0.17gのBB弾が使用される。
2. 低価格化
購買層である10歳以上18歳未満の児童は、当然、18歳以上用モデルの購買層である成人よりお金を持っていない。そのため、価格を抑えるために、工程の見直しや金属部品の削減（これは体力に合わせた軽量化にも繋がる）などによるコストダウンが行われている。
3. エアコッキングガン、電動ガンメインのラインナップ
ガスガンは、上記の2つの条件を満たすことが非常に困難である。その理由は以下の2つである。
  - リキッドチャージ式の場合、高温下では威力が上がり過ぎることがある。また、外部ソース式は威力の上下が容易である。そのため、最低限の条件である1.を満たすことが困難である。また、ガス充填時の不手際や充填完了時に生ガスが飛び散り、凍傷の危険性がある。
  - 児童の小遣いでは、パワーソースにかかる費用が無視できない問題となる。そのため、2.を満たすことが困難である。

そのため、10歳以上用モデルの機構は必然的にエアコッキングガンか電動ガンとなり、10歳以上用のガスガンは少数派となっている。
4. 児童の体格に合わせたサイズの見直し
10歳以上用モデルとして一から設計したものには、児童と成人の体格差を考慮してサイズダウンを施したものがある。例えば、東京マルイの「電動ガンBOYs」シリーズは、実銃の86%のサイズになっている。
5. 安全装置の新設
10歳以上用モデルとして一から設計したものには、不用意な扱いによる誤射を防止するために安全装置を新設しているものがある。例えば、東京マルイの「ミニ電動ガン」「電動ブローバック」「電動ブローバックフルオート」「電動ガンBOYs」シリーズは、全機種にグリップセフティを備えている。

この他にも、説明書内の文章にひらがなが多かったり、表現が平易なものになっていたりといった、本体以外のところに児童が扱うことを考えられた工夫がなされ、10歳以上用モデルというのはあくまでも児童が持つことを考慮されたものとなっているのが普通である。

### 対象年齢10歳以上用のガスガン
2007年4月にKSCが発売した「U-18」（販売終了）シリーズや、2009年4月10日に東京マルイが発売した「Rシリーズ」は、前述した最低限の条件である1.以外を満たしていない。全機種が10歳以上用としては異例中の異例であるブローバックガスガンであり、U-18シリーズに至っては定価2万円の機種も存在しており、10歳以上用モデルとしては超高級品ともいえるシリーズである。このシリーズの売れ行き如何では、1.以外の用件は過去のものとなるであろう。
これらは全てリキッドチャージ式であるが、Rシリーズでは14歳以上推奨という自主的な基準を設けた上で、生ガスから手を防護する「ガス注入ガード」を付属させて対応を行っている。
なお、これら以前にも対象年齢10歳以上用のガスガンは販売されていた事があったが、いずれも固定スライドガスガンであり（当時ブローバックガスガンが未発達だったという事情もある）、ガスは小さな缶入りのものが付属していた。

## 問題点
バイオBB弾の適合性
屋外のサバイバルゲーム等で、飛距離を伸ばすホップアップシステムと併用することを想定した生分解性プラスチック製のバイオBB弾の重量は、一番軽いものでも0.2gであった。これは10歳以上用モデルには重すぎる。そのため、0.12gのバイオBB弾が求められていた。0.12gバイオBB弾は2009年11月にエクセルより発売され、またRシリーズのように0.2gBB弾対応を謳うモデルも登場しているものの、プラ製BB弾の2倍前後の価格になる。また、コストダウンの影響で、個体差が出やすく、壊れやすい場合がある。